# Zatrephus lumawigi
Zatrephus lumawigi là một loài bọ cánh cứng trong họ Cerambycidae.